# Grand Prix
Grand Prix (z fr. wielka nagroda, oficjalny skrót GP) – główna nagroda, pierwsze miejsce; pojęcie używane w odniesieniu do różnego rodzaju zawodów sportowych, festiwali, wystaw i w konkursów w wielu dziedzinach.